# Донецкий металлургический завод
Донецкий металлургический завод (укр. Донецький металургійний завод) — градообразующее предприятие Донецка, находящееся в Ленинском районе. Предприятие чёрной металлургии.

## История

### 1869—1917 годы
В 1866 году правительство Российской империи заключило договор с князем С. В. Кочубеем, согласно которому тот обязался построить на юге Российской империи завод для изготовления железных рельсов. В 1869 году князь Кочубей продал концессию Джону Юзу за 24 000 фунтов стерлингов, так как не смог собрать необходимый капитал.
В августе 1870 года Юз начал строительство металлургического завода с рабочим посёлком на правом берегу реки Кальмиус, в 7 км к югу от Александровки Бахмутского уезда Екатеринославской губернии.
 24 апреля 1871 года построена первая доменная печь. 24 января 1872 года завод «Новороссийского общества каменноугольного, железного, стального и рельсового производства» выдал первый чугун, что принято считать основанием завода. К началу 1872 года на заводе были построены 24 пудлинговые и 13 сварочных печей, в 1873 году — прокатные станы для производства железных рельсов, полосового и сортового железа, в 1879 году — мартеновские печи. В 1890-х годах завод стал одним из крупнейших металлургических предприятий Российской империи, он занимал первое место по выплавке чугуна и стали.
В 1872 году началось движение по железнодорожной линии Константиновка — Ясиноватая — Юзовка — Еленовка, доведенной в дальнейшем до Мариуполя. Она соединила завод и рудники с уже действующей железнодорожной магистралью Донбасса, что способствовало расширению металлургического производства, увеличению добычи угля. В 1899 году Юзовским заводом было выплавлено 17,7 миллионов пудов чугуна. На территории поселка работали уже 9 рудников, за год они добыли 99,2 миллионов пудов угля. Начал действовать машиностроительный и чугунолитейный завод, который выпускал оборудование для шахт.
В «Горном журнале» за 1889 год был опубликован самый старый на данный момент план завода НРО. Помимо расположения промышленных объектов, на этом плане обозначен также первый, одноэтажный дом Юзов, построенный семейством в 1874 году.
 За высокое качество продукции завод в 1899 году получил право изображать герб Российской империи на своих изделиях, а также высшую награду — Гран-при Всемирной выставки металлургических предприятий 1900 года в Париже.
В 1901 году на заводе был создан социал-демократический кружок. Рабочие завода принимали активное участие в Первой Русской революции 1905 года.
 Завод работал по полному металлургическому циклу, здесь впервые в Российской империи запускается 8 коксовых печей, осваивается горячее дутьё. Завод стал одним из индустриальных центров Российской империи.
В 1908—1913 и 1916—1917 годах на заводе работал выдающийся металлург М. К. Курако.
В 1910 году в составе завода работали шесть доменных и девять мартеновских печей, коксовые печи, 25 нагревательных и отжигательных печей, два бессемеровских конвертера, прокатные станы — обжимной, рельсобалочный, листовой, несколько сортовых, ряд вспомогательных цехов. В 1917 году на заводе, шахтах и рудниках общества работало 25 тысяч человек.
 При заводе был организован любительский оркестр, состоящий из молодых рабочих, проводились вечера художественной самодеятельности в школе, рабочие и служащие завода вместе с британскими рабочими и служащими играли в футбол, посещали Английский клуб, известный своими ежемесячными танцами и театрализованными представлениями; ходили в кинотеатры, гуляли в городском саду, посещали передвижные ярмарки и цирки, ходили в церковь на главные церковные праздники.
5 [18] марта 1917 года в Юзовке был создан Совет рабочих депутатов, в состав которого вошли рабочие завода, после чего на предприятии был установлен 8-часовой рабочий день. Осенью 1917 года на предприятии был установлен рабочий контроль, пресечены попытки администрации завода по остановке предприятия, продолжена добыча угля и производство продукции. Отряд из рабочих завода был направлен на борьбу с А. М. Калединым. В дальнейшем, рабочие завода приняли активное участие в установлении Советской власти в Донбассе.

### 1918—1991 годы
В апреле 1918 года в связи с наступлением немецко-австрийских войск, значительная часть оборудования и материалов Юзовского завода была эвакуирована в Царицын, отряды рабочих отступали вместе с РККА.
24 мая 1918 года завод был национализирован.
В условиях немецкой оккупации в мае 1918 года на заводе начала работу подпольная организация РКП(б) во главе с Е. Северьяновым, а в июле 1918 года на заводе начал деятельность заводской подпольный районный комитет из шести человек.
В декабре 1919 года в Юзовке была восстановлена советская власть. 30 января 1920 года в Юзовке было создано рабочее правление всех предприятий бывшего «Новороссийского общества каменноугольного, железного и рельсового производства» (которое возглавил М. С. Титов) и началось восстановление завода. 6 июля 1921 года была вновь запущена первая доменная печь, к концу 1921 года производство на заводе было восстановлено.
В 1924 году заводу присвоили имя И. В. Сталина.
В ходе индустриализации СССР завод был реконструирован на новой технической базе. В первую пятилетку на заводе были внедрены механизация и бункерная система загрузки доменных печей, началось техническое переоснащение. В 1936 году были завершены реконструкция завода и строительство мартеновского цеха, механизированы листопрокатный и сортопрокатный цеха, а на месте старого рельсопрокатного цеха был введён в эксплуатацию новый мощный блюминг.
Во время Великой Отечественной войны завод был практически полностью разрушен (непосредственно перед началом боёв за освобождение города, 6—7 сентября 1943 года действовавшие на заводе подпольщики, которыми руководил И. И. Холошин, перешли к активным действиям по сохранению завода — с помощью освобождённых советских военнопленных и помощников из заводской охраны они разоружили охрану завода, заняли и сохранили от разрушения склады, гараж, телефонную станцию и специальный цех завода), но уже осенью 1943 года началось восстановление завода, после окончания войны завод был реконструирован и расширен.
Восстановление завода началось немедленно после завершения боёв за город и уже 14 февраля 1944 года завод дал первую плавку стали из мартеновской печи, в марте 1944 года были введены в эксплуатацию прокатный стан и первая доменная печь. За успехи в восстановлении завода в 1944—1946 годах предприятие 10 раз было награждено переходящим Красным знаменем ГКО СССР (которое в дальнейшем было передано на вечное хранение заводу).

Дорогой Иосиф Виссарионович!
Работники Сталинского металлургического завода в Донбассе, воодушевлённые победным наступлением Красной Армии, собрали из своих личных средств 1.400.000 рублей в фонд обороны нашей любимой Родины. Мы просим затратить эти средства на строительство авиаэскадрильи «Металлург Донбасса» и передать её 4 Украинскому фронту, войска которого освободили от фашистского ига наш родной Донбасс, город Сталино и завод.
Директор завода АНДРЕЕВ.
Секретарь райкома КП(б) ЛЕБЕДЕВ.
Парторг ЦК ВКП(б) на заводе ВАНСЯЦКИЙ.
Председатель завкома КИРЮШИН.

Прошу передать работникам Сталинского металлургического завода, собравшим 1.400.000 рублей на постройку авиаэскадрильи «Металлург Донбасса», — мой братский привет и благодарность Красной Армии.
Желание работников Сталинского металлургического завода будет исполнено.
И. СТАЛИН
Газета «Правда», 19 марта 1944 года.

В 1950 году завод восстановил довоенный уровень выплавки чугуна, стали и производства металлопроката.
В 1952 году на заводе впервые в мире была установлена пароиспарительная система охлаждения элементов мартеновских печей, за разработку и внедрение которой два работника завода стали лауреатами Сталинской премии.
Также, в IV пятилетке завод освоил производство полособульбовых профилей и рессорной полосы для автомобилей «Победа».
В 1955 году был открыт Музей истории ДМЗ.
В 1960 году на заводе была введена в эксплуатацию четырёхструйная машина непрерывного литья заготовок из стали. Также, в 1960 году завод в числе первых предприятий СССР освоил выплавку чугуна на природном газе (за это достижение директор завода И. М. Ектов и начальник доменного цеха завода Г. А. Панев в 1960 году были удостоены Ленинской премии).
7 февраля 1966 года завод был награждён орденом Ленина.
В 1967 году завод получил новое наименование: «имени В. И. Ленина».
В 1970 году завод выплавил в 5,9 раза больше чугуна, в 5,3 раза больше стали и произвёл в 5,5 раз больше проката, чем в 1913 году. В том же году был построен мемориал Живые — бессмертным, в честь работников ДМЗ, которые погибли в Великую Отечественную войну.
В 1972 году завод был награждён орденом Октябрьской революции.
В 1974 году на заводе был сооружён обжимный стан 950/900.
По состоянию на начало 1980-х годов, основной продукцией ДМЗ являлись чугун, сталь, а также сортовой и листовой прокат из качественной и легированной стали.
По состоянию на начало 1986 года, завод являлся одним из крупнейших промышленных предприятий Донецка, основной продукцией предприятия являлись сталь, чугун, листовой прокат и сортовой прокат.

### 1991—2013 годы
Развал СССР, нарушение экономических связей между предприятиями негативно сказались на работе завода. В 1996 году предприятие было преобразовано в открытое акционерное общество "Донецкий металлургический завод".
В августе 1997 года завод был включён в перечень предприятий, имеющих стратегическое значение для экономики и безопасности Украины.
В 1998 году завод впервые прошёл сертификацию как производитель стали и полуфабрикатов из неё (слябов и слитков мартеновского производства из углеродистых и углеродисто-марганцовистых марок стали нормальной и повышенной прочности) по правилам английского Регистра Ллойда.
В августе 2002 года на базе доменного и мартеновского цехов Донецкого металлургического завода было создано предприятие ЗАО «Донецксталь — металлургический завод». Компания специализируется на производстве:
- литейного и передельного чугуна;
- более 100 разновидностей углеродистых, конструкционных, низколегированных, легированных обыкновенного качества, качественных и высококачественных марок стали;
- церковных колоколов из цветного высококачественного сплава;
- стальных электросварных прямошовных труб и металлических мебельных каркасов;
- шлакообразующих смесей, гранулированного шлака и стройматериалов.

Слябы из судовой конструкционной стали нормальной прочности марок GL-A и GL-B сертифицированы по правилам Немецкого Ллойда
В 2003 году на территории завода был построен храм Святителя Игнатия Мариупольского.
2013 год завод завершил с чистой прибылью в размере 83,322 млн гривен.

### С 2014 года
Начало боевых действий на востоке Украины в 2014 году осложнило деятельность предприятия. В результате, 2014 год завод завершил с чистым убытком в размере 4 871,533 млн гривен. За первые девять месяцев 2015 года завод произвёл 426 тыс. тонн чугуна и 1,664 млн тонн угольного концентрата марки «К», но убытки продолжали увеличиваться.
В июне 2016 года руководством ДНР на заводе было введено внешнее управление, к этому моменту его коммуникации и значительная часть оборудования из-за неоднократных остановок и длительного простоя пришли в негодность.
Также в июне 2016 года на базе Донецкого электрометаллургического завода (ДЭМЗ) было открыто госпредприятие «Юзовский металлургический завод». Промышленный комплекс ЮМЗ расположен на одной территории с Донецким металлургическим заводом, который в свою очередь размещается сразу в трёх районах Донецка: Ворошиловском, Будёновском и Ленинском. Вновь запущен 5 октября 2017 года. В 2018 году ЮМЗ начал поставлять продукцию в Турцию, Иран и Сирию.
С 1 мая 2019 года остановлено доменное производство. Предприятие не производит продукцию. В отопительный период 2019—2020 годов отработала лишь заводская ТЭЦ-ПВС и сопутствующие энергетические цеха, с целью подачи тепла в части трёх вышеуказанных районов города Донецка.
С марта по август 2020 года завод приостанавливал работу из-за нехватки сырья. По состоянию на ноябрь 2020 года отделённый от основной части завода комплекс ЮМЗ продолжает производить сталь, специализируется на производстве непрерывнолитой квадратной заготовки. Трудовой коллектив насчитывает 858 человек.
На ДМЗ в работе находятся энергетические цеха, обеспечивающие транзит и поставку заводским потребителям и субабонентам питьевой и производственной воды, электроэнергии, природного газа, пара и горячей воды.
В марте 2022 года на заводе работало 6 500 человек. Ежедневно завод выпускает около 1700 тонн чугуна. Шлак, изготовляемый на заводе, используют для восстановления дорог.

## Музей истории Донецкого металлургического завода
Музей ДМЗ, расположен в «Доме техники», создан в 1955 году. Идея создания принадлежит директору ДМЗ Павлу Васильевичу Андрееву. Фонд музея составляет более 3000 экспонатов. В 1971 году музею было присвоено звание народного. Среди экспонатов сертификат выпускаемой заводом продукции 1900 года, подлинники фотографий нижегородской промышленной выставки 1896 года и многие другие.
16 февраля 2012 года в нижнем этаже Свято-Игнатьевского храма открылся филиал музея истории Донецкого металлургического завода, который посвящён Игнатию Мариупольскому.

## «Городок улыбок»
17 июня 2004 года в парковой зоне завода была открыта детская площадка «Городок улыбок», где были устроены спортивно-игровая площадка, железная дорога для детей, а также зоопарк с экзотическими животными.